# Åke Unger
Sven Åke Charles Unger, född 8 mars 1963, är en svensk sportkommentator i TV.
Unger inledde sitt sportkommenterande vid Sveriges Radio och gick sedan vidare till Viasat där han kommenterade fotboll, boxning,  ishockey och handboll för Viasatkanalerna TV 3, TV 1000, TV 6 och Viasat Sport. 2022 arbetade Unger för TV4-gruppen med sändningar i C More,  TV4 och Sportkanalen.
Unger har bland annat arbetat i par med Glenn Hysén (fotboll), Tommy Boustedt, Leif Boork, Håkan Södergren, och Jonas Bergqvist (ishockey), Steffen Tangstad (boxning) samt Per Carlén (handboll). Han var även medlem i bandet "The Playmates" när han var yngre.